# Société française radio-électrique
Ne doit pas être confondu avec l'opérateur de télécommunications SFR.
Pour les articles homonymes, voir SFR (homonymie).
La Société française radio-électrique (couramment désignée et promue sous le sigle SFR), fondée en 1910 par Émile Girardeau, était une entreprise industrielle spécialisée dans la fabrication d'appareils d'émission et de réception radioélectrique, notamment de postes de transmission sans fil (TSF) (Radiola).

Sigle de la SFR

En 1921, dans ses anciens locaux de Suresnes, à l'ouest de Paris, lui succède la Radiotechnique. SFR s'installe alors à Levallois-Perret.
L'entreprise est absorbée en 1957 par la Compagnie générale de la télégraphie sans fil (CSF), sa holding.
La SFR est considérée comme l'ancêtre du groupe Thales.